# Spaceship (пісня Каньє Веста)
«Spaceship» — пісня американського репера Каньє Веста з його дебютного студійного альбому The College Dropout 2004 року. Планувалося, що вона буде випущена як шостий і останній сингл альбому, але цей план був скасований. Музичне відео на пісню було випущено в червні 2009 року.

## Композиція
Трек містить семпл із пісні «Distant Lover» Марвіна Ґея. The Verge інтерпретував цей семпл як використання заспокійливих тонів, щоб утримати «Spaceship» на землі, навіть коли він стає агресивним. Присутність Каньє Веста в приспіві знаменує собою один із найперших моментів його співу в його кар’єрі. У пісні він репує про свою колишню роботу в Gap.

## Випуск
Спочатку планувалося, що ця пісня буде треком GLC, але потім Каньє Вест вирішив включити її в свій альбом. Він замінив «Good, Bad, Ugly» з початкового трек-листа. Спочатку трек мав бути випущений як шостий і останній сингл із The College Dropout, але цей план було скасовано через те, що лейбл Веста перейшов до просування його другого студійного альбому Late Registration замість того, щоб випустити ще один сингл.

## Критичний прийом
Пол Кантор з Billboard похвалив семпл, описавши його як «тло для Каньє та його товаришів, які потребують денної роботи, щоб фінансувати свої реперські мрії». J-23 з HipHopDX висловив думку щодо «Spaceship», що він «має бути найкращим із доповнень, якщо не найкращим з альбому».
HotNewHipHop поставив трек під номером 35 у своєму списку 50 найкращих пісень Каньє Веста. У рейтингу своїх 25 найкращих куплетів усіх часів Complex поставив куплет Каньє Веста зі «Spaceship» під номером 18.

## Музичне відео
1 червня 2009 року GLC опублікував у своєму блозі музичне відео, яке раніше не публікували, і назвав себе, Веста та Consequence «молодими мрійниками». Вест також поділився ним у своєму блозі через два дні та розповів, що він не був задоволений відео, коли режисерував його чотири роки тому, але він вирішив, що після огляду на нього в 2009 році воно йому сподобалося. Музичне відео було знято ще в 2005 році, тому що трек спочатку планувалося випустити як шостий сингл з альбому. У відео Каньє знявся як працівник торгового центру, GLC грає роль колеги, а Consequence — клієнта.
26 червня 2020 року Каньє Вест опублікував відео на своєму вебсайті на честь оголошення про 10-річну угоду про співпрацю його бренду одягу Yeezy з Gap.

## Спадщина і вплив
У грудні 2013 року, майже через десять років після виходу The College Dropout, Vibe включив «Spaceship» до числа найбільш революційних пісень Каньє Веста.
4 червня 2013 року Алекс Вайлі випустив «Spaceship II» за участю Chance the Rapper і GLC, як триб'ют оригіналу. 1 березня 2017 року Consequence випустив «Spaceship III» за участю Chance the Rapper, Alex Wiley, GLC та Chuck Inglish.